# وينيفريد بويز سميث
وينيفريد ليلي بويز سميث ( 7 نوفيمبر1865 - 1 يناير 1939)، عالمة وفنانة إنجليزية ومُحاضرة وأستاذة جامعية. ولدت في كورشام، ولتش- انكلترا في 7 نوفيمبر 1865.
درست بويز سميث في كلية جيرتون، كامبريدج بين عامي 1891 و 1895. وقد حصلت على مرتبة الشرف الكاملة في العلوم الطبيعية.
قامت سميث بالتدريس في كلية شلتنهام للسيدات من عام 1896 إلى عام 1906 و في جامعة أوتاجو من عام 1911. كان ابن أخيها، جون ساندويث بويز سميث، يدرس الماجستير في كلية سانت جون بكامبريدج ونائب رئيس جامعة كامبريدج من عام 1963 إلى عام 1965.